# Pentagram

Rysunek 1. Pentagram

Pentagram, gwiazda pitagorejska (gr. πέντε pięć, γραμμή linia) – figura geometryczna – wielokąt gwiaździsty foremny. W wielu kulturach pentagram uważany jest za symbol magiczny.

## Geometria

Rysunek 2. Pięciokąty foremne oraz pentagram

Rysunek 3. Pentagram z ukrytym złotym podziałem.

### Konstrukcja
Przykładowe sposoby skonstruowania pentagramu:
- Idealny pentagram powstaje poprzez wyrysowanie przekątnych pięciokąta foremnego i następnie zamazanie oryginału. Kreślimy odcinek z pierwszego wierzchołka pięciokąta do trzeciego, potem odcinek z trzeciego do piątego, z piątego do drugiego, z drugiego do czwartego i z czwartego do pierwszego. Na rysunku 2: wychodzimy od pięciokąta foremnego {\displaystyle \mathrm {ABCDE} } otrzymując pentagram {\displaystyle \mathrm {AA'BB'CC'DD'EE'} .}
- Można również „wydłużać” boki pięciokąta foremnego do momentu zetknięcia, otrzymując większy pentagram. To znaczy: mając dany pięciokąt foremny, należy narysować odpowiednio długie odcinki zawierające w sobie jego boki. Na rysunku 2: wychodzimy od pięciokąta foremnego {\displaystyle \mathrm {A'B'C'D'E'} } otrzymując pentagram {\displaystyle \mathrm {AA'BB'CC'DD'EE'} .}
- Innym sposobem jest połączenie ramion gwiazdy pięciopromiennej liniami prowadzonymi wewnątrz niej.

### Parametry
Kąt wewnętrzny pentagramu wynosi 36°.
W pentagramie ukryty jest złoty podział:
na rysunku 2:
{\displaystyle \varphi =\mathrm {{\frac {|EC|}{|EA'|}}={\frac {|EA'|}{|B'C|}}={\frac {|B'C|}{|A'B'|}}} }
na rysunku 3:
{\displaystyle \varphi =\mathrm {{\frac {czerwony}{zielony}}={\frac {zielony}{niebieski}}={\frac {niebieski}{fuksjowy}}} }
gdzie złota liczba
{\displaystyle \varphi ={\frac {1+{\sqrt {5}}}{2}}=1{,}6180339887\dots }

## Symbolika

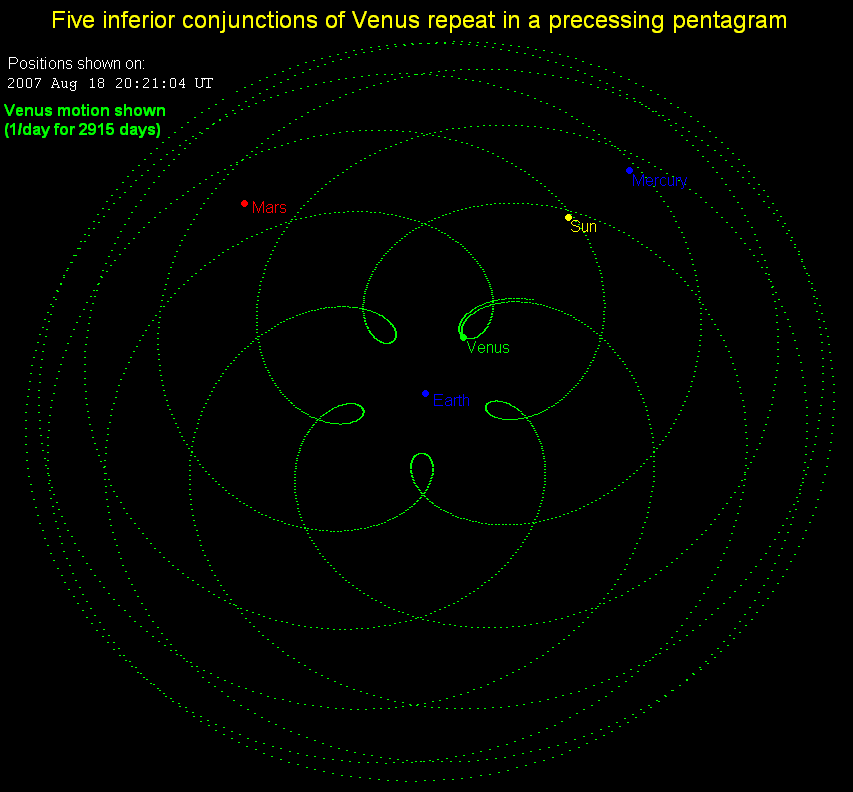
Ruch Wenus względem Ziemi.

Pentagram był znany jako Gwiazda Isztar, a później jako Gwiazda Izydy. Mistycy pitagorejscy widzieli w nim symbol doskonałości, kojarzyli go z życiem i zdrowiem. W starożytności przekonanie o właściwościach ochronnych pentagramu było tak silne, że Babilończycy często rysowali go na pojemnikach z żywnością, co miało zapobiegać jej gniciu. Dla pierwszych chrześcijan pentagram odzwierciedlał pięć ran Jezusa ze względu na 5 wierzchołków. Od XIX wieku uważany za symbol Szatana, ze względu na podobieństwo do głowy kozła (gdy jest odwrócony dwoma wierzchołkami do góry). W XIX wieku Eliphas Lévi podzielił pentagramy na „dobrą stronę” i „złą stronę”. Za „dobrą” uznał ten odwrócony jednym wierzchołkiem do góry, za „złą” odwrócony – zwrócony dwoma wierzchołkami do góry. Pentagram zwrócony jednym wierzchołkiem do góry zwany jest Pentagramem Białym, jest on odzwierciedleniem sacrum – siły boskiej. Może również odzwierciedlać pięć zmysłów człowieka, pięć żywiołów: ziemię, wodę, wiatr, ogień i światło, oraz pięć światów: fizyczny, eteryczny, astralny, mentalny i duchowy, ukazując wyższość umysłu człowieka nad wszelkimi innymi żywiołami i zmysłami.
Pentagram zwrócony jednym wierzchołkiem ku dołowi zwany jest Pentagramem Odwróconym, Czarnym, lub Pentagramem Baphometa. Pentagram Baphometa przedstawia profanum – człowieczeństwo, odzwierciedla on wyższość żądz i emocji nad rozumem, jest powszechnie uważany za znak satanistyczny, chociaż często mylony z Pentagramem Białym.
Biały Pentagram w okręgu (inaczej pentakl) uważany jest za amulet chroniący przed zgubnym wpływem magii oraz klątwami. Można go zauważyć na różnych talizmanach i amuletach oraz odnaleźć w wielu budowlach sakralnych itp. Pentakl jest między innymi symbolem religii Wicca i innych tradycji pogańskich.
Według niektórych źródeł już w prehistorii zaobserwowano, że planeta Wenus wykonuje na nieboskłonie pentagram w ciągu 8 lat. Ruch planety na sferze niebieskiej odtwarza zmiany nachylenia ekliptyki względem horyzontu, a brak współmierności między długością roku ziemskiego i okresem obiegu Słońca przez Wenus nie umożliwia jednak uzyskania nawet toru o kształcie gwiazdy czteropromiennej. W bardzo długim czasie kolejne efemerydy planety wyznaczają dwa wycinki koła o takich samych kątach wierzchołkowych. Tor gwiazdy pięciopromiennej jest również niemożliwy, gdyż planeta nigdy nie porusza się po sferze niebieskiej w kierunku zenitu, a wyłącznie w pobliżu ekliptyki. Tego szczegółu trajektorii nie odtworzyłoby także uwzględnienie nachylenia płaszczyzny orbity planety do płaszczyzny ekliptyki.
W starożytnym Rzymie planeta Wenus była symbolem bogini o tym samym imieniu.

## Galeria

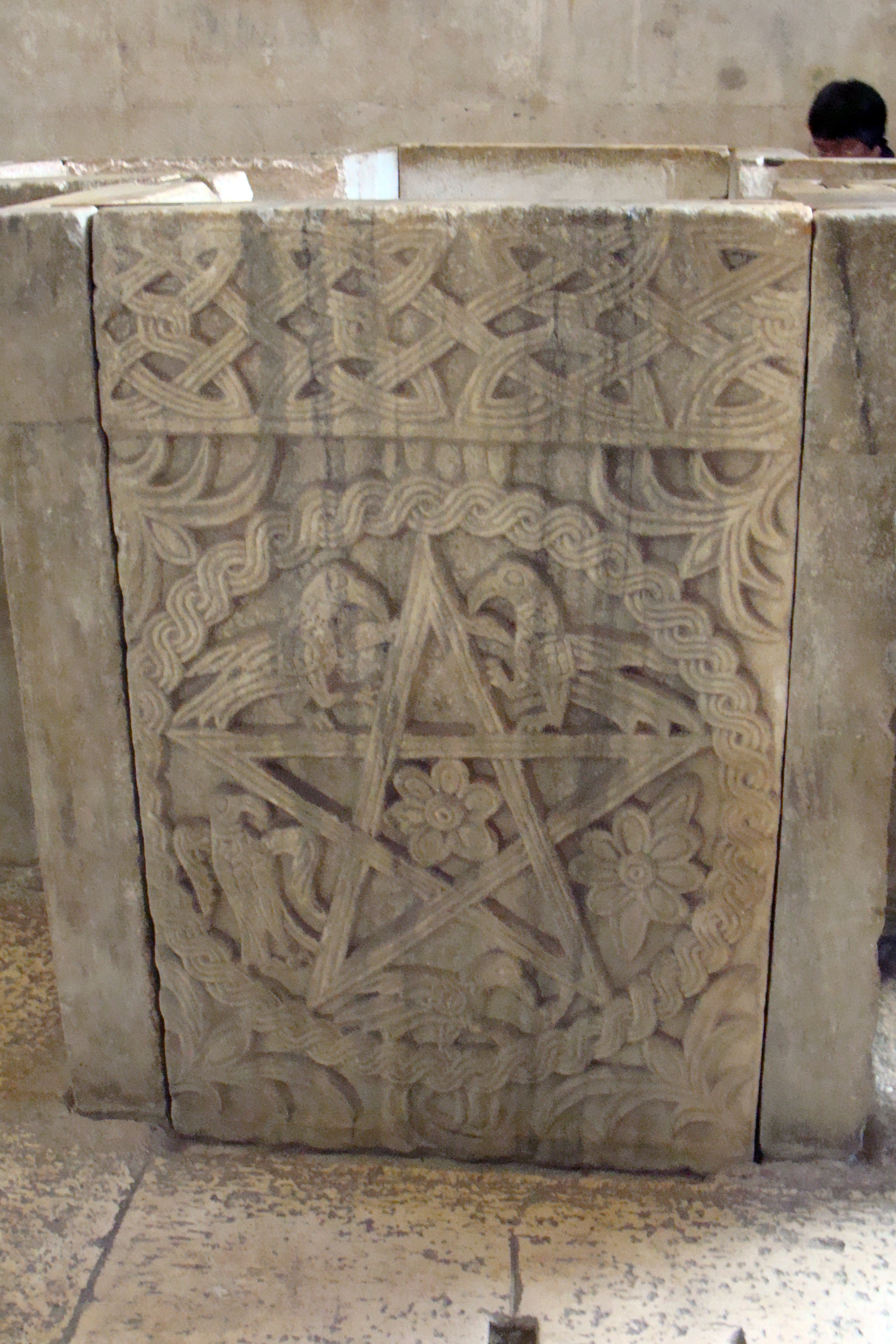
Pentagram w świątyni Jowisza w Splicie.
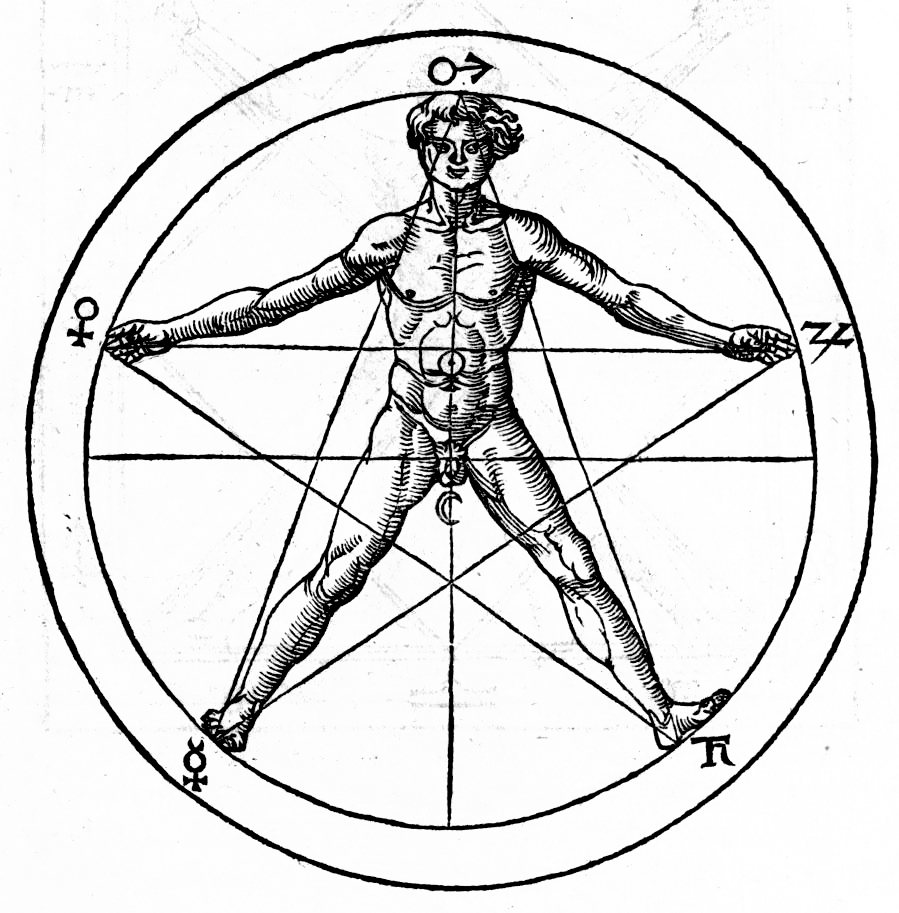
Człowiek wpisany w pentagram, z dzieła Heinricha Corneliusa Agrippy Libri tres de occulta philosophia. Przy wierzchołkach pentagramu umieszczono znaki astrologiczne.
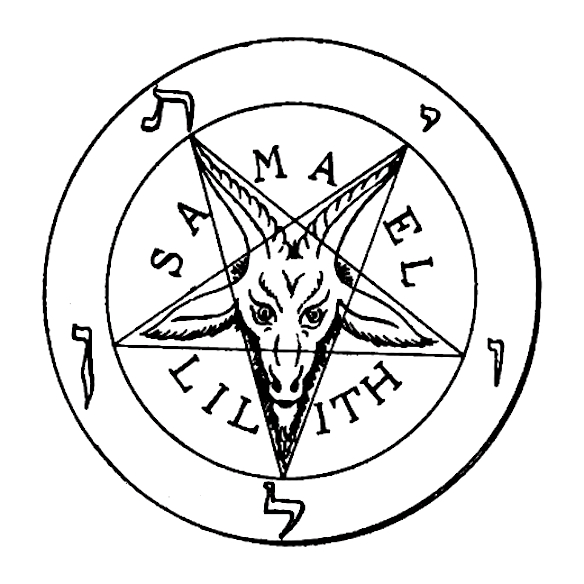
Odwrócony pentagram z imionami Lilith i Samael. Wzdłuż brzegu okręgu zamieszczone jest imię Lewiatan w języku hebrajskim.